# Schwalbe (Uster)
Schwalbe is een historisch merk van motorfietsen.
De bedrijfsnaam was Ruegg & Co., Maschinenfabrik & Fahrradwerk, Uster, Zürich.
Dit Zwitserse bedrijf produceerde motorfietsen van 1901 tot 1905. Daarvoor gebruikte men de eveneens Zwitserse 2¾ pk eencilinder inbouwmotoren van Zedel.
- Er was nog een merk met de naam Schwalbe, zie Schwalbe (Aalen).